# Last One Standing
Last One Standing (englisch etwa für „der letzte Überlebende“) ist ein Lied der US-amerikanischen Singer-Songwriterin Skylar Grey, das sie zusammen mit den Rappern Polo G, Mozzy und Eminem aufnahm. Der Song wurde als Single des Soundtracks zum Film Venom: Let There Be Carnage am 30. September 2021 veröffentlicht. Eminem steuerte bereits zum Vorgängerfilm Venom den Titelsong bei.

## Inhalt
| Liedteil   | Künstler    |
| Refrain    | Skylar Grey |
| 1. Strophe | Polo G      |
| 2. Strophe | Mozzy       |
| Bridge     | Skylar Grey |
| 3. Strophe | Eminem      |

Last One Standing handelt von schweren Zeiten, welche die Protagonisten durchleben mussten, bevor sie ihren jetzigen Ruhm erlangten. So singt Skylar Grey im Refrain aus der Perspektive des lyrischen Ichs über die Opfer, die sie in der Vergangenheit bringen musste, und die Hürden, die sie nehmen musste, um heute als letzte Überlebende im Licht zu stehen. Polo G rappt in der ersten Strophe über seinen Weg vom Leben in Armut und Gewalt bis zum gefeierten Rapstar und bedankt sich bei Gott dafür. Auch Mozzy rappt in der zweiten Strophe über sein früheres Leben, das von Kriminalität geprägt war. In der dritten Strophe rappt Eminem über seine Rückschläge im Leben und wie er seine Wut und Schmerz in positive Energie umwandelte. Er bezeichnet seinen Weg als „die Rache des Nerds.“ Doch die Leute würden heute nur neidisch auf seinen Reichtum blicken, während sie die Schwierigkeiten seines Aufstiegs nicht sehen. Manchmal fühle er sich, als hätte er sein Leben dem Ruhm geopfert.

“Now you see me standin’ in the lights

But you never saw my sacrifice

Or all the nights I had to struggle to survive

Had to lose it all to win the fight

I had to fall so many times (Oh-oh-oh)

Now I’m the last one standin’”

## Produktion
Der Song wurde von den Musikproduzenten DJ Frank E und Danny Majic produziert, die zusammen mit Skylar Grey, Polo G, Mozzy und Eminem auch als Autoren fungierten.

## Lyrikvideo
Zu Last One Standing wurde am 19. Oktober 2021 ein Lyrikvideo auf YouTube veröffentlicht, bei dem der Songtext abgespielt wird, während Szenen aus dem zugehörigen Film Venom: Let There Be Carnage gezeigt werden. Darin sind unter anderem die Schauspieler Tom Hardy, Woody Harrelson, Naomie Harris und Michelle Williams sowie die Monster Venom und Carnage zu sehen. Das Video verzeichnet über 18 Millionen Aufrufe (Stand Januar 2022).

## Single

### Covergestaltung
Das Singlecover zeigt den dunkelroten Schriftzug Last One Standing, der aus den Zungen eines Monsters aus dem zugehörigen Film Venom: Let There Be Carnage gebildet wird. Die Reißzähne des Monsters, von denen Speichel tropft, sind am oberen und unteren Bildrand zu sehen. Im unteren Teil des Bildes befindet sich zudem der Schriftzug Venom: Let There Be Carnage in Silber, während im Hintergrund ein Leuchten zu sehen ist.

### Chartplatzierungen
Last One Standing stieg am 8. Oktober 2021 für eine Woche auf Platz 84 in die deutschen Singlecharts ein. In der Schweiz erreichte der Song Rang 48 und im Vereinigten Königreich Position 46. Zudem konnte es sich unter anderem in den Vereinigten Staaten, in Norwegen und Schweden in den Charts platzieren.
| ChartsChartplatzierungen       | Höchstplatzierung | Wochen |
| ------------------------------ | ----------------- | ------ |
| Deutschland (GfK)              | 84 (1 Wo.)        | 1      |
| Schweiz (IFPI)                 | 48 (1 Wo.)        | 1      |
| Vereinigte Staaten (Billboard) | 78 (1 Wo.)        | 1      |
| Vereinigtes Königreich (OCC)   | 46 (5 Wo.)        | 5      |

### Auszeichnungen für Musikverkäufe
Last One Standing erhielt im Jahr 2023 für mehr als 500.000 verkaufte Einheiten in den Vereinigten Staaten eine Goldene Schallplatte.

| Land/Region               | Auszeichnungen für Musikverkäufe (Land/Region, Auszeichnung, Verkäufe) | Verkäufe |
| ------------------------- | ---------------------------------------------------------------------- | -------- |
| Brasilien (PMB)           | Gold                                                                   | 20.000   |
| Vereinigte Staaten (RIAA) | Gold                                                                   | 500.000  |
| Insgesamt                 | 2× Gold ·                                                              | 520.000  |

Hauptartikel: Eminem/Auszeichnungen für Musikverkäufe